# موريل كوبر
موريل كوبر (بالإنجليزية: Muriel Cooper) هي مصممة جرافيك أمريكية، ولدت في 1925، وتوفيت في 26 مايو 1994 في بوسطن في الولايات المتحدة.